# Звёздочка (Иркутская область)
Звёздочка — посёлок в Ангарском городском округе Иркутской области России.

## География
Находится примерно в 30 км к юго-западу от районного центра.

## История
Входил в состав сельского поселения Савватеевское муниципальное образование Ангарского муниципального района. Законом Иркутской области от 10 декабря 2014 года № 149-ОЗ, с 1 января 2015 года все муниципальные образования ныне упразднённого Ангарского муниципального района, в том числе и Савватеевское муниципальное образование, объединены в Ангарский городской округ.

## Население
| 2002 | 2010 | 2011 | 2012 |
| ---- | ---- | ---- | ---- |
| 60   | ↘49  | →49  | ↗51  |

Гендерный состав
По данным Всероссийской переписи, в 2010 году в посёлке проживало 49 человек (24 мужчины и 25 женщин).